# آرامگاه سید حسن مدرس
آرامگاه سید حسن مدرس بنایی است که سید حسن مدرس در آنجا مدفون است. این بنا در سال ۱۳۶۳ خورشیدی به جای مقبره کوچک قبلی و در میان باغ وسیع و محصوری در کاشمر ساخته شده است. بنای آرامگاه که از یک گنبد خانه مرکزی، چهار ایوان و گنبد فیروزه‌ای شکل گرفته به سبک معماری اسلامی و به اسلوب عصر صفوی بنیان گردیده است. این اثر در تاریخ ۲۴ اسفند ۱۳۸۳ با شمارهٔ ثبت ۱۱۶۷۵ به‌عنوان یکی از آثار ملی ایران به ثبت رسیده است.

## افراد سرشناس دفن‌شده
- سید حسن مدرس[۲]
- محمدرضا خباز[۳]